# Twist y gritos
«Twist y gritos» es una canción y el primer sencillo de la cantante y compositora mexicana Alejandra Guzmán de su segundo álbum titulado Dame tu amor (1989). Fue lanzada en el mes de mayo de 1989 a través es de su discográfica Discos y Cintas Melody.
La canción es una versión en español de la banda de rock n roll estadounidense The Top Nutes "Twist and Shout" y fue escrita por Phill Medley y Bert Russell.

## Lista de canciones

### CD - Promo[4]
| Twist y gritos — Single |                  |          |  |
| N.º                     | Título           | Duración |  |
| 1.                      | «Twist y gritos» | 2:44     |  |

## Posiciones en las listas
| Listas                                     | Posición |
| ------------------------------------------ | -------- |
| Estados Unidos Billboard Hot Latin Tracks  | 6        |
| Estados Unidos Billboard Latin Pop Airplay | 45       |